# ハル・ウォーカー
ハル・ウォーカー（Hal Walker、1896年3月20日 オタムア - 1972年7月3日）は、アメリカ合衆国の映画監督である。ビング・クロスビー、ボブ・ホープ主演の『珍道中シリーズ』、ディーン・マーティン、ジェリー・ルイスの底抜けコンビ主演の『底抜けシリーズ』の監督として知られる。

## 来歴・人物
1896年3月20日、アイオワ州オタムアで生まれる。
パラマウント映画社に入社し、40代後半の年齢まで助監督をつとめあげる。その間、第6回から第10回まで（1933年 - 1937年）のアカデミー賞に存在したアカデミー助監督賞にノミネートされている。1937年の第10回アカデミー賞で、対象作品はヘンリー・ハサウェイ監督の『海の魂』（1937年）であった。同賞を受賞したのはヘンリー・キング監督の『シカゴ』（1937年）の助監督ロバート・D・ウェッブ（20世紀フォックス、のちに監督）であった。
1945年、49歳にして監督に昇進、同年7月13日に監督デビュー作『Out of This World』が公開される。以降、助監督時代に手がけたビング・クロスビー、ボブ・ホープ主演の「珍道中シリーズ」や、ディーン・マーティン、ジェリー・ルイスの「底抜けコンビ」による「底抜けシリーズ」を数本監督した。
1952年11月19日にアメリカで公開され、ただちに全世界配給された『バリ島珍道中』を最後に、監督作品は途絶えた。当時すでに56歳であり、パラマウント社を定年退職したと推測される。遺した監督作は9作であった。
1972年7月3日、死去。76歳没。

## フィルモグラフィ
助監督
- 名を失える男 Men Without Names　1935年　監督ラルフ・マーフィー、製作総指揮ヘンリー・ハーツブラン、製作アルバート・ルイス、主演フレッド・マクマレイ、マッジ・エヴァンス（製作・配給パラマウント映画）
- 一夜の秘密 Night of Mystery　1937年　監督ロウター・メンディス、製作総指揮ウィリアム・ルバロン、製作ロバート・ノース、主演アドルフ・マンジュウ、ノラ・レーン（製作・配給パラマウント映画）
- 海の魂 Souls at Sea　1937年　監督・製作ヘンリー・ハサウェイ、製作グローヴァー・ジョーンズ、アドルフ・ズーカー、主演ゲイリー・クーパー、ジョージ・ラフト（製作・配給パラマウント映画）　※第10回アカデミー賞アカデミー助監督賞、アカデミー美術賞、アカデミー作曲賞ノミネート
- 荒原の激闘 Born to the West　1937年　監督チャールズ・バートン、原作ゼイン・グレイ、脚本スチュアート・アンソニー、ロバート・ヨスト、製作総指揮ウィリアム・ルバロン、製作ウィリアム・T・ラッキー、主演ジョン・ウェイン、マーシャ・ハント、ジョン・マック・ブラウン（製作・配給パラマウント映画）　※ジョン・ウォーターズ監督の『西部魂』（1926年）のリメイク、のちにフリッツ・ラング監督がリメイク（『西部魂』、1941年）。
- Romance in the Dark　1938年　監督H・C・ポッター、製作総指揮ウィリアム・ルバロン、製作ハーラン・トンプソン、主演グラディス・スウォザウト、ジョン・ボールズ、ジョン・バリモア（製作・配給パラマウント映画）
- Remember the Night　1940年　監督・製作ミッチェル・ライゼン、製作アルバート・ルイス、主演バーバラ・スタンウィック、フレッド・マクマレイ（製作・配給パラマウント映画）
- アフリカ珍道中 Road to Zanzibar　1941年　監督ヴィクター・シャーツィンガー、製作総指揮ウィリアム・ルバロン、製作ポール・ジョーンズ、主演ビング・クロスビー、ボブ・ホープ、ドロシー・ラムーア（製作・配給パラマウント映画）
- Nothing But the Truth　1941年　監督エリオット・ニュージェント、製作総指揮バディ・デシルヴァ、製作アーサー・ホーンブロウ・ジュニア、主演ボブ・ホープ、ポーレット・ゴダード（製作・配給パラマウント映画）
- ブルースの誕生 Birth of the Blues　1941年　監督ヴィクター・シャーツィンガー、製作総指揮バディ・デシルヴァ、製作モンタ・ベル、主演ビング・クロスビー、ブライアン・ドンレヴィ、メアリー・マーティン（製作・配給パラマウント映画）
- モロッコへの道 Road to Morocco　1942年　監督デヴィッド・バトラー、主演ビング・クロスビー、ボブ・ホープ、ドロシー・ラムーア、ドナ・ドレイク、アンソニー・クイン

B班監督
- Wake Island　1942年　監督ジョン・ファロー、製作ジョセフ・シストロム、主演ブライアン・ドンレヴィ、マクドナルド・ケアリー（製作・配給パラマウント映画）
- 呪いの家 The Uninvited　1944年　監督ルイス・アレン（英語版）、製作総指揮バディ・デシルヴァ、製作チャールズ・ブラケット、主演レイ・ミランド、ルース・ハッセイ（製作・配給パラマウント映画）

監督
- Out of This World　1945年　製作サム・コスロウ、主演ヴェロニカ・レイク、エディ・ブラッケン（製作・配給パラマウント映画）
- ハリウッド宝船 Duffy's Tavern　1945年　製作ダニー・デア、主演バリー・フィッツジェラルド、エド・ガードナー（製作・配給パラマウント映画）
- The Stork Club　1945年　製作バディ・デシルヴァ、ハロルド・ウィルソン、主演ベティ・ハットン、バリー・フィッツジェラルド（製作B・D・デシルヴァ・プロダクション、配給パラマウント映画）
- アラスカ珍道中 Road to Utopia　1946年　製作総指揮バディ・デシルヴァ、製作ポール・ジョーンズ、主演ビング・クロスビー、ボブ・ホープ、ドロシー・ラムーア（製作・配給パラマウント映画）
- My Friend Irma Goes West　1950年　製作ハル・B・ウォリス、サイ・ハワード、主演ディーン・マーティン、ジェリー・ルイス（底抜けコンビ）（製作ウォリス・ヘイズン、製作・配給パラマウント映画）
- 底抜け右向け!左 At War with the Army　1950年　製作総指揮アブナー・グレシュラー、製作[フレッド・F・フィンクルホフ、主演ディーン・マーティン、ジェリー・ルイス（製作フレッド・F・フィンクルホフ・プロダクション、スクリーン・アソシエイツ、ヨーク・ピクチャーズ、配給パラマウント映画）
- That's My Boy　1951年　製作ハル・B・ウォリス、サイ・ハワード、主演ディーン・マーティン、ジェリー・ルイス、ルース・ハッシー、ポリー・バーゲン（製作ウォリス・ヘイズン、製作・配給パラマウント映画）
- 底抜け艦隊 Sailor Beware　1951年　製作ハル・B・ウォリス、主演ディーン・マーティン、ジェリー・ルイス、ジェームズ・ディーン（製作ウォリス・ヘイズン、製作・配給パラマウント映画）
- バリ島珍道中 Road to Bali　1952年　製作ダニー・デア、ハリー・テュゲンド、主演ビング・クロスビー、ボブ・ホープ、ディーン・マーティン、ジェリー・ルイス、ハンフリー・ボガート、ドロシー・ラムーア（製作ビング・クロスビー・プロダクションズ、ホープ・エンタープライゼズ、製作・配給パラマウント映画）

## 関連事項
- 珍道中シリーズ（Road to...）
- 底抜けシリーズ